# Laroque-Timbaut

Laroque-Timbaut este o comună în departamentul Lot-et-Garonne din sud-vestul Franței. În 2009 avea o populație de 1.502 de locuitori.

## Evoluția populației
| An        | 1975  | 1982  | 1990  | 1999  | 2006  | 2009  |
| --------- | ----- | ----- | ----- | ----- | ----- | ----- |
| Populație | 1.023 | 1.178 | 1.257 | 1.326 | 1.447 | 1.502 |